# Mistrzostwa Świata w Gimnastyce Sportowej 2018
Mistrzostwa Świata w Gimnastyce Sportowej 2018 – 48. edycja mistrzostw świata w gimnastyce sportowej. Zawody odbyły się w dniach 25 października – 3 listopada w Aspire Dome w stolicy Kataru, Dosze. Były to pierwsze mistrzostwa rozegrane w Azji Zachodniej.
Po trzy najlepsze reprezentacje w zawodach drużynowych awansowały na Letnie Igrzyska Olimpijskie 2020 w Tokio.

## Terminarz
Mistrzostwa zostały rozegrane od 25 października do 3 listopada. Jednak treningi zaczęły się już 20 października.
| Data            | Wydarzenie   | Konkurencja |
| --------------- | ------------ | --- |
| 25 października | Kwalifikacje | Wielobój mężczyzn Ćwiczenia wolne mężczyzn Ćwiczenia na koniu z łękami mężczyzn Ćwiczenia na kółkach mężczyzn Skoki mężczyzn Ćwiczenia na poręczach mężczyzn Ćwiczenia na drążku mężczyzn Zawody drużynowe mężczyzn |
| 26 października | Kwalifikacje | Wielobój mężczyzn Ćwiczenia wolne mężczyzn Ćwiczenia na koniu z łękami mężczyzn Ćwiczenia na kółkach mężczyzn Skoki mężczyzn Ćwiczenia na poręczach mężczyzn Ćwiczenia na drążku mężczyzn Zawody drużynowe mężczyzn |
| 27 października | Kwalifikacje | Wielobój kobiet Ćwiczenia wolne kobiet Ćwiczenia na poręczach asymetrycznych kobiet Ćwiczenia na równoważni kobiet Ćwiczenia wolne kobiet Zawody drużynowe kobiet                                                   |
| 28 października | Kwalifikacje | Wielobój kobiet Ćwiczenia wolne kobiet Ćwiczenia na poręczach asymetrycznych kobiet Ćwiczenia na równoważni kobiet Ćwiczenia wolne kobiet Zawody drużynowe kobiet                                                   |
| 29 października | Finały       | Zawody drużynowe mężczyzn |
| 30 października | Finały       | Zawody drużynowe kobiet |
| 31 października | Finały       | Wielobój mężczyzn |
| 1 listopada     | Finały       | Wielobój kobiet |
| 2 listopada     | Finały       | Ćwiczenia wolne mężczyzn Ćwiczenia na koniu z łękami Ćwiczenia na kółkach Skoki kobiet Ćwiczenia na poręczach asymetrycznych                                                                                        |
| 3 listopada     | Finały       | Skoki mężczyzn Ćwiczenia na poręczach Ćwiczenia na drążku Ćwiczenia na równoważni Ćwiczenia wolne kobiet |

## Format zawodów
Dla zawodów drużynowych mistrzostwa były pierwszą szansą na zakwalifikowanie się do Igrzysk Olimpijskich 2020 w Tokio.
Rywalizacja toczyła się w czterech różnych fazach:
- kwalifikacje drużynowe i indywidualne,
- finały wielobojów,
- finały na przyrządach,
- finał drużynowy[4].

### Kwalifikacje
Zawodnicy zostali podzieleni według losowania na grupy z jednej reprezentacji w przypadku zawodów drużynowych oraz na grupy mieszane, w których wystąpili zawodnicy z różnych reprezentacji występujący w zawodach indywidualnych. Ustalona została również kolejność startów i przynależność do grupy.
Do wyniku ogólnego w przypadku zawodów drużynowych zaliczane były wyniki trzech zawodników, którzy zdobyli największą liczbę punktów na każdym z przyrządów. Przystąpić do jednej konkurencji mogło maksymalnie czterech zawodników. Każda reprezentacja mogła wystawić w tej konkurencji pięciu zawodników.
Reprezentacje, które zgłosiły czterech lub pięciu zawodników w kwalifikacjach, ale wystąpiły tylko trzy, mogły zakwalifikować się do finału zawodów drużynowych. Jeśli zostali zgłoszeni troje zawodników, jako osoby indywidualne, mogli również być brani pod uwagę w zawodach drużynowych, jeśli złożyli prośbę o wliczenie wyników do rywalizacji drużynowej.
Wyniki uzyskane w kwalifikacjach nie były brane pod uwagę w finałach.

### Finały drużynowe
W finale wzięło udział osiem najlepszych drużyn w kwalifikacjach. Każdy zespół mógł składać się z maksymalnie pięciu zawodników. Wyniki w poszczególnych przyrządach były zaliczane przez wszystkich trzech zawodników, którzy mogli wystąpić w jednej konkurencji.
Wszystkie reprezentacje zostały podzielone na cztery grupy, w których wystąpiły po dwie drużyny. Każda grupa wykonywała ćwiczenia na jednym przyrządzie. Razem wykonywały zmiany ćwiczeń.

### Finały wielobojów
Do finałów wielobojów awansowało po 24 zawodników, którzy zdobyli największą liczbę zsumowanych punktów na każdym z przyrządów. Dwóch zawodników, którzy nie zdołali się zakwalifikować byli rezerwowymi w przypadku wycofania się lepszego zawodnika.

### Finały na przyrządach
Do finałów na przyrządach awansowało do ośmiu zawodników, którzy w kwalifikacjach zdobyli największą liczbę punktów na danym przyrządzie. Nie mogło wystąpić więcej niż dwoje zawodników z jednej reprezentacji. Na liście rezerwowej znaleźli się zawodnicy z miejsc od dziewiątego do jedenastego w kwalifikacjach.
Kolejność występów została ustalona według losowania.

## Zawodnicy
W zawodach wzięło udział 542 zawodników (287 mężczyzn i 255 kobiet) z 76 państw.
| Reprezentacja     | Liczba zawodników | Liczba zawodników | Liczba zawodników |
| Reprezentacja     | Mężczyźni         | Kobiety           | Razem             |
| ----------------- | ----------------- | ----------------- | ----------------- |
| Algieria          | 0                 | 2                 | 2                 |
| Argentyna         | 6                 | 5                 | 11                |
| Armenia           | 5                 | 0                 | 5                 |
| Australia         | 6                 | 5                 | 11                |
| Austria           | 6                 | 5                 | 11                |
| Azerbejdżan       | 5                 | 1                 | 6                 |
| Belgia            | 6                 | 6                 | 12                |
| Białoruś          | 5                 | 3                 | 8                 |
| Boliwia           | 0                 | 1                 | 1                 |
| Brazylia          | 6                 | 6                 | 12                |
| Bułgaria          | 1                 | 0                 | 1                 |
| Chile             | 1                 | 1                 | 2                 |
| Chiny             | 6                 | 6                 | 12                |
| Chińskie Tajpej   | 6                 | 6                 | 12                |
| Chorwacja         | 5                 | 1                 | 6                 |
| Cypr              | 4                 | 1                 | 5                 |
| Czechy            | 5                 | 5                 | 10                |
| Dania             | 3                 | 4                 | 7                 |
| Dominikana        | 1                 | 0                 | 1                 |
| Egipt             | 0                 | 4                 | 4                 |
| Ekwador           | 1                 | 0                 | 1                 |
| Filipiny          | 1                 | 1                 | 2                 |
| Finlandia         | 6                 | 6                 | 12                |
| Francja           | 6                 | 6                 | 12                |
| Grecja            | 6                 | 6                 | 12                |
| Gruzja            | 5                 | 1                 | 6                 |
| Gwatemala         | 1                 | 1                 | 2                 |
| Hiszpania         | 6                 | 6                 | 12                |
| Holandia          | 6                 | 6                 | 12                |
| Hongkong          | 3                 | 2                 | 5                 |
| Indonezja         | 0                 | 1                 | 1                 |
| Irak              | 3                 | 0                 | 3                 |
| Irlandia          | 3                 | 1                 | 4                 |
| Islandia          | 3                 | 5                 | 8                 |
| Izrael            | 6                 | 2                 | 8                 |
| Jamajka           | 3                 | 3                 | 6                 |
| Japonia           | 6                 | 6                 | 12                |
| Jordania          | 3                 | 1                 | 4                 |
| Kajmany           | 0                 | 1                 | 1                 |
| Kanada            | 6                 | 6                 | 12                |
| Katar             | 2                 | 1                 | 3                 |
| Kazachstan        | 5                 | 2                 | 7                 |
| Kolumbia          | 6                 | 5                 | 11                |
| Korea Południowa  | 6                 | 6                 | 12                |
| Korea Północna    | 5                 | 5                 | 10                |
| Kostaryka         | 0                 | 3                 | 3                 |
| Kuba              | 2                 | 0                 | 2                 |
| Litwa             | 3                 | 0                 | 3                 |
| Łotwa             | 0                 | 3                 | 3                 |
| Malezja           | 1                 | 3                 | 4                 |
| Meksyk            | 5                 | 5                 | 10                |
| Niemcy            | 6                 | 6                 | 12                |
| Norwegia          | 5                 | 5                 | 10                |
| Nowa Zelandia     | 5                 | 3                 | 8                 |
| Peru              | 2                 | 1                 | 3                 |
| Polska            | 0                 | 4                 | 4                 |
| Południowa Afryka | 0                 | 3                 | 3                 |
| Portugalia        | 3                 | 4                 | 7                 |
| Rosja             | 6                 | 6                 | 12                |
| Rumunia           | 6                 | 6                 | 12                |
| Serbia            | 5                 | 3                 | 8                 |
| Singapur          | 1                 | 1                 | 2                 |
| Słowacja          | 1                 | 5                 | 6                 |
| Słowenia          | 1                 | 4                 | 5                 |
| Stany Zjednoczone | 6                 | 6                 | 12                |
| Syria             | 1                 | 1                 | 2                 |
| Szwajcaria        | 6                 | 6                 | 12                |
| Szwecja           | 6                 | 3                 | 9                 |
| Tajlandia         | 2                 | 0                 | 2                 |
| Turcja            | 6                 | 4                 | 10                |
| Ukraina           | 6                 | 6                 | 12                |
| Uzbekistan        | 5                 | 2                 | 7                 |
| Węgry             | 5                 | 6                 | 11                |
| Wielka Brytania   | 6                 | 6                 | 12                |
| Wietnam           | 5                 | 2                 | 7                 |
| Włochy            | 6                 | 6                 | 12                |
| 76 reprezentacje  | 287               | 255               | 542               |

## Medaliści
| Konkurencja                           | Złoto | Srebro | Brąz |        |
| Mężczyźni                             | | | |        |
| Ćwiczenia wolne                       | Artur Dałałojan                                                                                             | Kenzō Shirai | Carlos Edriel Yulo                                                                                        | [ 6 ]  |
| Ćwiczenia na koniu z łękami           | Xiao Ruoteng                                                                                                | Max Whitlock | Lee Chih-kai                                                                                              | [ 7 ]  |
| Ćwiczenia na kółkach                  | Eleftherios Petrounias                                                                                      | Arthur Zanetti | Marco Lodadio                                                                                             |        |
| Skoki                                 | Ri Se-gwang                                                                                                 | Artur Dałałojan | Kenzō Shirai                                                                                              | [ 8 ]  |
| Ćwiczenia na poręczach                | Zou Jingyuan                                                                                                | Ołeh Werniajew | Artur Dałałojan                                                                                           | [ 9 ]  |
| Ćwiczenia na drążku                   | Epke Zonderland                                                                                             | Kōhei Uchimura | Samuel Mikulak                                                                                            | [ 10 ] |
| Wielobój                              | Artur Dałałojan                                                                                             | Xiao Ruoteng | Nikita Nagorny                                                                                            | [ 11 ] |
| Zawody drużynowe                      | Chiny · Deng Shudi · Lin Chaopan · Sun Wei · Xiao Ruoteng · Lan Xingyu · Zou Jingyuan                       | Rosja · Dawid Bieliawski · Artur Dałałojan · Nikołaj Kuksienkow · Dmitrij Łankin · Nikita Nagorny · Władisław Polaszow        | Japonia · Kazuma Kaya · Kenzo Shirai · Yūsuke Tanaka · Wataru Tanigawa · Kakeru Tanigawa · Kōhei Uchimura | [ 12 ] |
| Kobiety                               | | | |        |
| Skoki                                 | Simone Biles                                                                                                | Shallon Olsen | Alexa Moreno                                                                                              | [ 13 ] |
| Ćwiczenia na poręczach asymetrycznych | Nina Derwael                                                                                                | Simone Biles | Elisabeth Seitz                                                                                           | [ 14 ] |
| Ćwiczenia na równoważni               | Liu Tingting                                                                                                | Anne-Marie Padurariu | Simone Biles                                                                                              | [ 15 ] |
| Ćwiczenia wolne                       | Simone Biles                                                                                                | Morgan Hurd | Mai Murakami                                                                                              | [ 16 ] |
| Wielobój                              | Simone Biles                                                                                                | Mai Murakami | Morgan Hurd                                                                                               | [ 17 ] |
| Zawody drużynowe                      | Stany Zjednoczone · Simone Biles · Kara Eaker · Morgan Hurd · Grace McCallum · Ragan Smith · Riley McCusker | Rosja · Lilija Achajmowa · Irina Aleksiejewa · Angielina Mielnikowa · Alija Mustafina · Angelina Simakowa · Daria Spiridonowa | Chiny · Chen Yile · Liu Tingting · Liu Jinru · Luo Huan · Du Siyu · Zhang Jin                             | [ 18 ] |

## Klasyfikacja medalowa
| Pozycja | Reprezentacja     | Złoto | Srebro | Brąz | Razem |
| 1.      | Stany Zjednoczone | 4     | 2      | 3    | 9     |
| 2.      | Chiny             | 4     | 1      | 1    | 6     |
| 3.      | Rosja             | 2     | 3      | 2    | 7     |
| 4.      | Belgia            | 1     | 0      | 0    | 1     |
| 4.      | Grecja            | 1     | 0      | 0    | 1     |
| 4.      | Holandia          | 1     | 0      | 0    | 1     |
| 4.      | Korea Północna    | 1     | 0      | 0    | 1     |
| 8.      | Japonia           | 0     | 3      | 3    | 6     |
| 9.      | Kanada            | 0     | 2      | 0    | 2     |
| 10.     | Brazylia          | 0     | 1      | 0    | 1     |
| 10.     | Ukraina           | 0     | 1      | 0    | 1     |
| 10.     | Wielka Brytania   | 0     | 1      | 0    | 1     |
| 13.     | Chińskie Tajpej   | 0     | 0      | 1    | 1     |
| 13.     | Filipiny          | 0     | 0      | 1    | 1     |
| 13.     | Meksyk            | 0     | 0      | 1    | 1     |
| 13.     | Niemcy            | 0     | 0      | 1    | 1     |
| 13.     | Włochy            | 0     | 0      | 1    | 1     |
| Razem   | Razem             | 14    | 14     | 14   | 42    |

## Występy reprezentantów Polski
Na mistrzostwach świata wystąpiło czworo zawodniczek reprezentacji Polski. W kwalifikacjach zawodów drużynowych Marta Pihan-Kulesza, Katarzyna Jurkowska-Kowalska, Gabriela Janik i Wiktoria Łopuszańska zajęły 22. pozycją. W indywidualnych występach najlepiej poradziła sobie Marta, zajmując 25. miejsce na równoważni. Żadnej z Polek nie udało się zakwalifikować do finału.
| Zawodniczka                  | Konkurencja                         | Kwalifikacje  | Kwalifikacje  | Kwalifikacje  | Kwalifikacje  | Kwalifikacje | Kwalifikacje |
| Zawodniczka                  | Konkurencja                         | Skok          | Poręcze       | Równoważnia   | Ćw. wolne     | Wynik        | Pozycja      |
| ---------------------------- | ----------------------------------- | ------------- | ------------- | ------------- | ------------- | ------------ | ------------ |
| Polska                       | Zawody drużynowe                    | 39,233 (27.)  | 36,273 (23.)  | 37,332 (15.)  | 36,833 (21.)  | 149,671      | 22.          |
| Gabriela Janik               | Wielobój i konkurencje indywidualne | 13,233 (97.)  | 12,766 (53.)  | 11,866 (83.)  | 12,000 (102.) | 49,865       | 46.          |
| Katarzyna Jurkowska-Kowalska | Wielobój i konkurencje indywidualne | 13,400 (74.)  | 11,841 (96.)  | 12,366 (60.)  | 12,000 (102.) | 49,607       | 49.          |
| Wiktoria Łopuszańska         | Wielobój i konkurencje indywidualne | 12,600 (149.) | 11,666 (112.) | 10,100 (166.) | 11,466 (153.) | 45,832       | 100.         |
| Marta Pihan-Kulesza          | Wielobój i konkurencje indywidualne | 11,500 (189.) | 11,633 (113.) | 13,100 (25.)  | 12,833 (36.)  | 49,066       | 61.          |